# Biccseszabadi
Biccseszabadi (1899-ig Bittse-Lehota, szlovákul: Žilinská Lehota, korábban Bytčianská Lehota) Zsolna városrésze, egykor önálló község Szlovákiában, a Zsolnai kerületben, a Zsolnai járásban.

## Fekvése
Zsolna központjától 8 km-re északnyugatra, a Vág bal oldalán fekszik.

## Története
A települést 1402-ben „Lehota” alakban említik először. A ricsói, majd a nagybiccsei váruradalom tartozéka.
A 18. század végén Vályi András így ír róla: „LEHOTA. Bitsa Lehota. Tót falu Trentsén Várm. földes Ura H. Eszterházy, Uraság, ’s mások, lakosai külömbfélék, fekszik Alsó Hricsóhoz nem meszsze, ’s ennek filiája, határja meglehetős, legelője, fája elég van.”
Fényes Elek 1851-ben kiadott geográfiai szótárában így ír a faluról: „Lehota (Bicse), tót f., Trencsén vmegyében, 153 kath. lak. F. u. h. Eszterházy. Ut. posta Zsolna.”
1910-ben 180, túlnyomórészt szlovák lakosa volt. A trianoni békéig Trencsén vármegye Vágbesztercei járásához tartozott.
1980-ban csatolták Zsolnához.

## Nevezetességei
- A városrész északi részén álló kápolna.
- A település felső részén a hősök tiszteletére épített emlékkereszt.

## Külső hivatkozások
- Biccseszabadi Szlovákia térképén
- Képek a városrészről